# Simona Gogîrlă
Simona Silvia Gogîrlă (născută Țuțuianu, n. 11 aprilie 1975, Focșani, Vrancea, România) este o fostă jucătoare și actual antrenor de handbal din România. Începând din sezonul 2020-2021 al Diviziei A a antrenat echipa Corona Brașov. Anterior, ea a pregătit echipele Rapid București, CSM Ploiești, HCM Râmnicu Vâlcea și SCM Craiova în cadrul Ligii Naționale.

## Palmares

### Club
- Liga Națională:
  -  Câștigătoare: 1994, 1995, 1996, 1997, 2002

- Cupa României:
  -  Câștigătoare: 1994, 1995, 1996, 1997, 2002

- Campionatul Sloveniei:
  -  Câștigătoare: 1998, 1999, 2000, 2001

- Cupa Sloveniei:
  -  Câștigătoare: 1998, 1999, 2000, 2001

- Campionatul Spaniei:
  -  Câștigătoare: 2004

- Nemzeti Bajnokság I:
  -  Câștigătoare: 2005, 2006

- Magyar Kupa:
  -  Câștigătoare: 2005, 2006

- Liga Campionilor EHF:
  - Finalistă: 1998

- Cupa EHF:
  - Finalistă: 2005

- Cupa Cupelor EHF:
  - Finalistă: 2002

### Echipa națională
- Campionatul Mondial pentru Junioare:
  -  Medalie de aur: 1995

- Campionatul Mondial:
  -  Medalie de argint: 2005

### Performanțe și distincții individuale
- Cea mai bună marcatoare la Campionatul European: 2000 (68 de goluri)